# Mount Holyoke College
Mount Holyoke College é uma faculdade privada de artes liberais para mulheres, localizada em South Hadley, Massachusetts. Originalmente um seminário, Mount Holyoke foi fundada em 1837 e hoje integra o grupo das chamadas Sete Irmãs (Seven Sisters) .

## Ligações externas

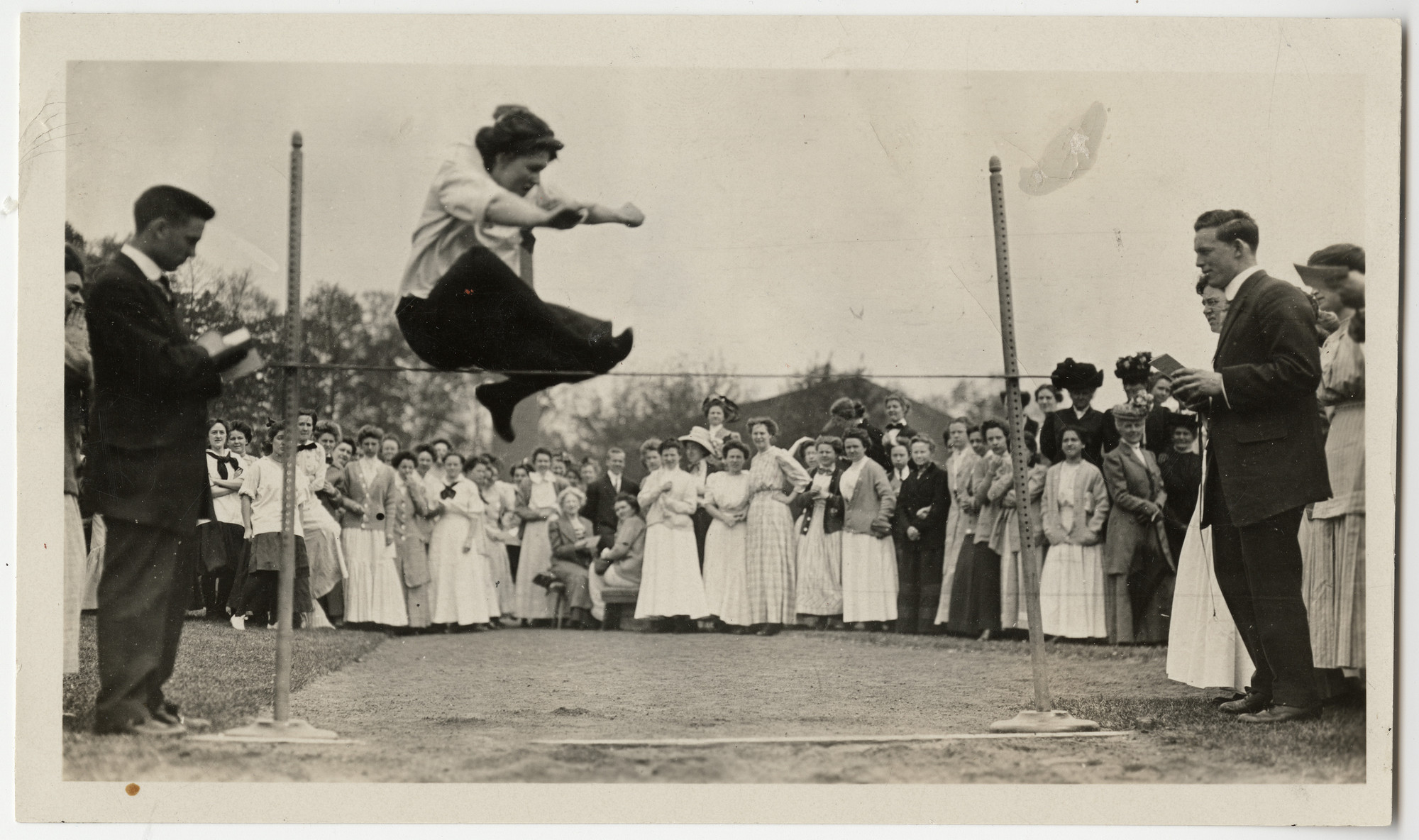
Anne Hall praticando salto em altura em 11 de maio de 1910. Hall fazia pare da turma de 1910 do Mount Holyoke College, uma faculdade das chamadas Sete Irmãs.